# Steel Pier
Koordinaten: 39° 21′ 27″ N, 74° 25′ 8″ W

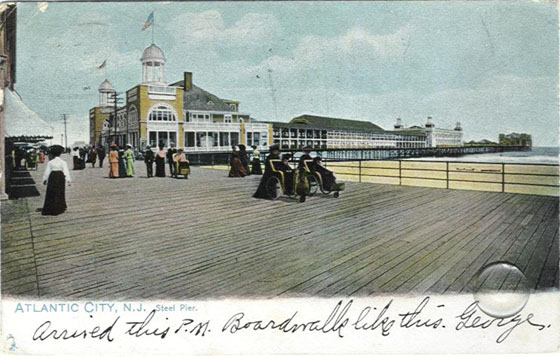
Der Eingangsbereich 1907

Steel Pier ist ein US-amerikanischer Freizeitpark auf einer langen Seebrücke in Atlantic City.

## Geschichte
Steel Pier wurde 1898 eröffnet. Das 200.000 Dollar teure Bauwerk am nördlichen Ende des Boardwalk bei der Einmündung der Virginia Avenue war zunächst 1621 Fuß lang und wurde später auf 2000 Fuß verlängert. Steel Pier entwickelte sich schnell zu einem der bekanntesten Vergnügungsparks in den USA. Seine Blütezeit hatte Steel Pier in den 1920er bis 1950er Jahren. Unter anderem wurden Drahtseilakte mit dem Motorrad und die tauchenden Pferde der Carver-Show dort vorgeführt; außerdem gab es vier Theater, die insgesamt 12.000 Besucher fassten, und Attraktionen wie die „menschliche Kanonenkugel“, den Pfahlsitzer Alvin Kelly, der in dem Vergnügungspark einen Weltrekord aufstellte, Auftritte von Johnny Weissmüller, Vorführungen mit den Pallenberg-Bären und zahlreiche weitere Attraktionen. Viele wurden durch George Hamid, der ab 1925 auf Steel Pier arbeitete und den Bau 1945 kaufte, entworfen bzw. engagiert. Zuvor hatte Steel Pier unter anderem Frank Gravatt gehört, der die Anlage 1930 für zwei Millionen Dollar gekauft hatte.
Die einzelnen Attraktionen samt den Auftritten zahlreicher Stars kosteten die Besucher über das einmal zu bezahlende Eintrittsgeld hinaus nichts. Bis weit ins 20. Jahrhundert war Afroamerikanern der Zutritt zu Steel Pier verwehrt – sie durften dort nicht einmal als Arbeitskräfte in Erscheinung treten.

## Niedergang
1962 wurde ein Teil des Vergnügungsparks durch eine Flutwelle schwer beschädigt, 1970 ging der Marine Ballroom in Flammen auf. 1973 verkaufte Hamid Junior den Vergnügungspark an Sonny Goldberg und Milt Neustadter. Der Betrieb lohnte sich zu diesem Zeitpunkt schon nicht mehr und 1976 wurde der Vergnügungspark, der aus der Mode gekommen war, geschlossen. 1978 ging Steel Pier in den Besitz von Resorts International über. 1982 fiel der Bau einem Brand zum Opfer. Nachdem er, finanziert vom Trump-Imperium, das 1987 Resorts International übernommen hatte, wieder aufgebaut worden war, gestalteten die Brüder Anthony, Charles, William und Joseph Catanoso sowie Taft Johnson und Edward Olwell 1993 wieder einen Vergnügungspark auf Steel Pier. Sie schlossen zunächst einen Fünfjahresvertrag ab und begannen den Betrieb mit 14 Fahrgeschäften. Sie setzten dabei z. T. auf die Anziehungskraft nostalgischer Gestaltung und führten 1993 sogar kurzzeitig eine der ehemaligen Hauptattraktionen, die von einem Sprungturm aus tauchenden Pferde, wieder ein, was aber Tierschützer auf den Plan rief und schnell wieder beendet wurde.
Das neue Bauwerk trägt zwar den alten Namen, besteht jedoch aus Beton und ist nur halb so lang wie sein Vorgänger.

## Achterbahnen
| Name        | Typ                          | Hersteller | Eröffnungsjahr |
| ----------- | ---------------------------- | ---------- | -------------- |
| Crazy Mouse | Spinning Coaster, Wilde Maus | Reverchon  | 1999           |
| Loco Motion | Familienachterbahn           | SBF Visa   | 2013           |

### Ehemalige Achterbahnen
| Name             | Typ                               | Hersteller                | Eröffnung        | Schließung        |
| ---------------- | --------------------------------- | ------------------------- | ---------------- | ----------------- |
| Big Top Sideshow | Kinderachterbahn                  | B. A. Schiff & Associates | 1994             | 2012              |
| City Jet         | Stahlachterbahn                   | Schwarzkopf               | unbekannt        | unbekannt         |
| Go-Gator         | Kinderachterbahn, Powered Coaster | Wisdom Rides              | 2000 oder früher | zw. 2000 und 2002 |
| Wildcat          | Stahlachterbahn                   | Schwarzkopf               | 1994             | 1999              |

## Musical
1933 kam ein Musical mit dem Titel Steel Pier heraus.